# Cinclidotus vivesii
Cinclidotus vivesii là một loài rêu trong họ Cinclidotaceae. Loài này được Ederra mô tả khoa học đầu tiên năm 2005.